# 玉子豆腐

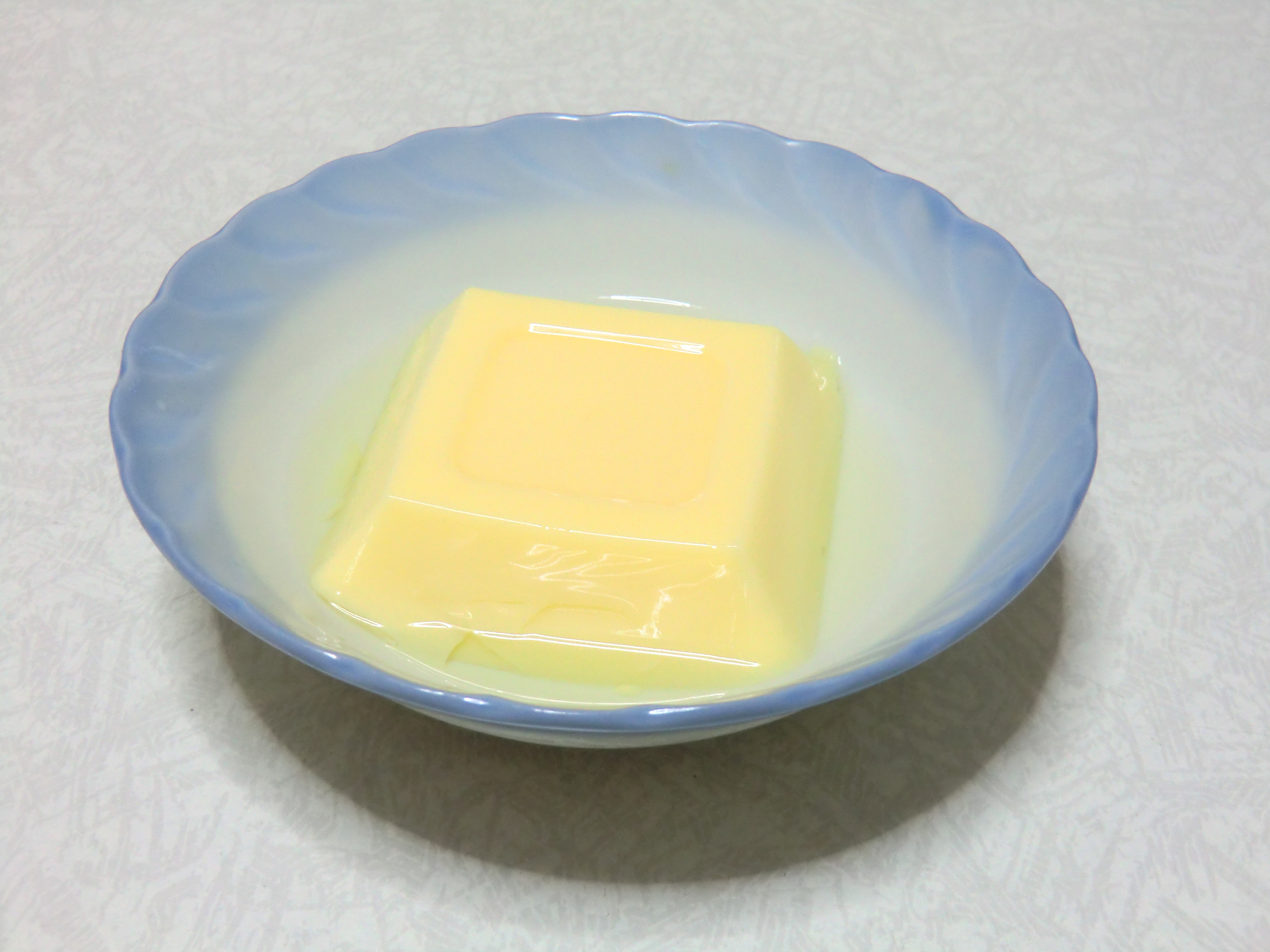
玉子豆腐

玉子豆腐（卵豆腐、たまごどうふ）は、だし汁と鶏卵を混ぜ合わせた液体を四角い容器に入れて蒸し固めた日本料理。大豆やにがりは使用していないが、胡麻豆腐や杏仁豆腐などと同じく豆腐に似ているためこの名がある。

## 歴史
日本においては卵に対する畏敬の念から、鶏卵は細々とは食べられていたが公には食べられず、奈良時代や平安時代の記録にもほとんど残っていない。
卵が多く食べられるようになったのは16世紀にカステラなどの洋菓子が伝来してからとされる。1785年に出版された『萬寶料理秘密箱』（別名「玉子百珍」）には「寄せ卵」の記載があるが、これが現代の玉子豆腐（卵豆腐）にあたる。古くはまだ固まっていない豆腐に玉子を入れて蒸した物を指した。

## 調理法
希釈した卵液を用いるが、だし汁（塩類）を加えることで卵たんぱく質の凝固性を高めている。
卵液濃度は30～50%程度である（茶碗蒸しに比べ卵液濃度は高い）。一般家庭ではだし汁の量を溶き玉子と同量から2倍程度にするのが適当な硬さに仕上げるこつとされる。耐熱容器にだし汁と鶏卵を混ぜたものを注ぎいれて蒸し器で蒸す。
加熱温度が高すぎると鬆（す）立ちを起こし、舌触りが悪く、硬くなる。鬆（す）が入るのを防ぐため、卵液の調製後に一定時間置いたり、温度上昇の速度を緩やかにする。具体的には蒸し器のふたをずらして布巾をはさむといった方法がとられる。蒸しあがったら粗熱を取ってから冷蔵庫などで冷やす。

## 市販品
ポリエチレンの容器（四角またはチューブ）に充填して凝固させたものが市販されている。市販品には柔軟なプラスチック容器に充填したものもあり「包装卵豆腐」という。たれが別途付く場合もある。

## 鶏蛋豆腐
中国にも同様の料理があり「鶏蛋豆腐」（チータンドウフ、jīdàn dòufu）と呼ばれている。